# 特拉维夫海豚馆迪斯科舞厅大屠杀
特拉维夫迪斯科舞厅大屠杀是2001年6月1日哈马斯发动的恐怖袭击事件。一名哈马斯附属的伊斯兰恐怖分子在以色列特拉维夫的一家夜总会门外发动自杀式爆炸袭击，炸死了21名以色列人，其中16人是青少年。大多数受害者是十几岁的女孩，他们的家庭刚从后苏联国家移民到以色列。

### 伤亡

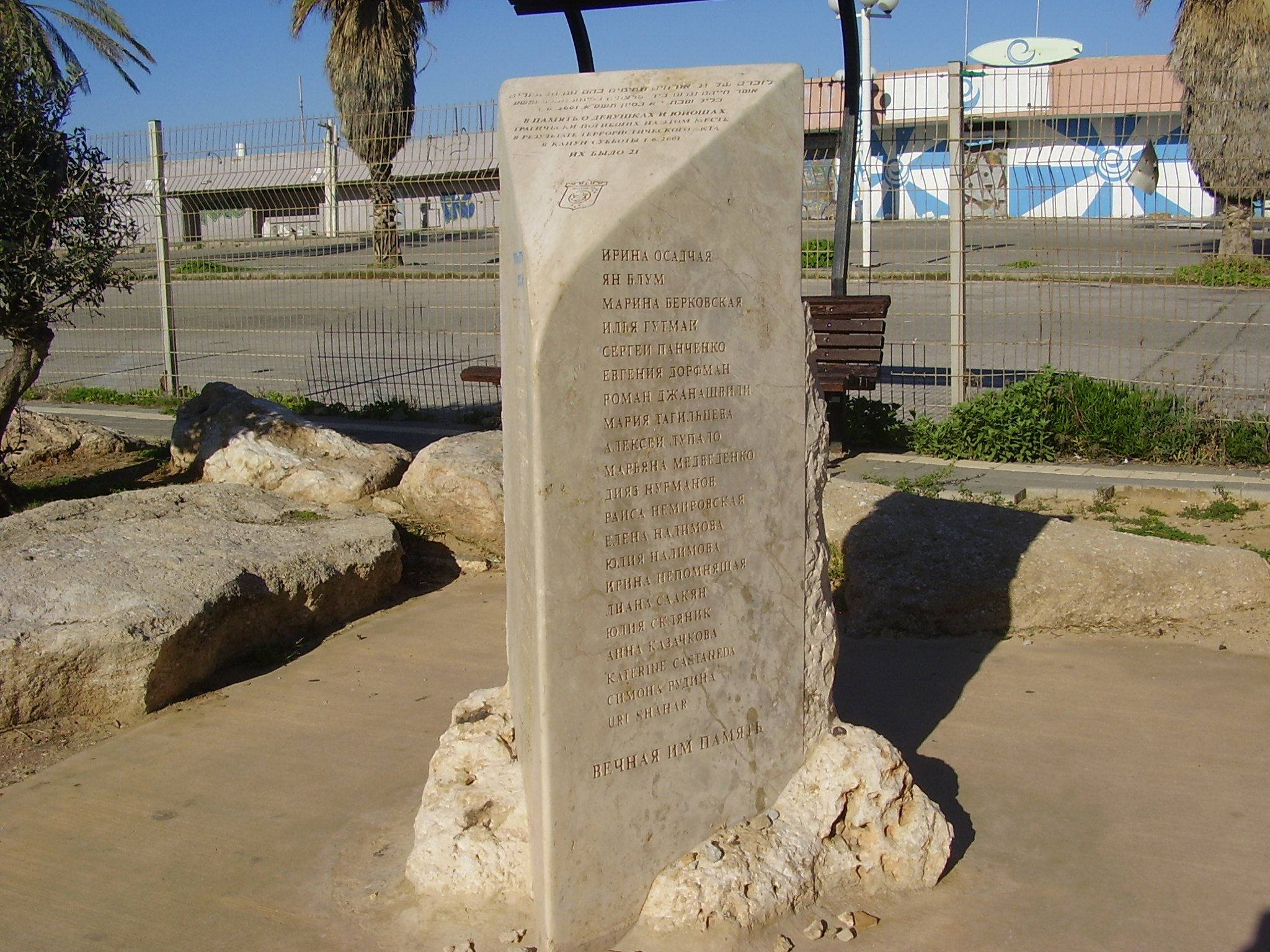
特拉维夫爆炸地点的纪念碑，遇难者的姓名用俄文。

## 官方反应
- 以色列官员称这次恐怖袭击为“大屠杀”。

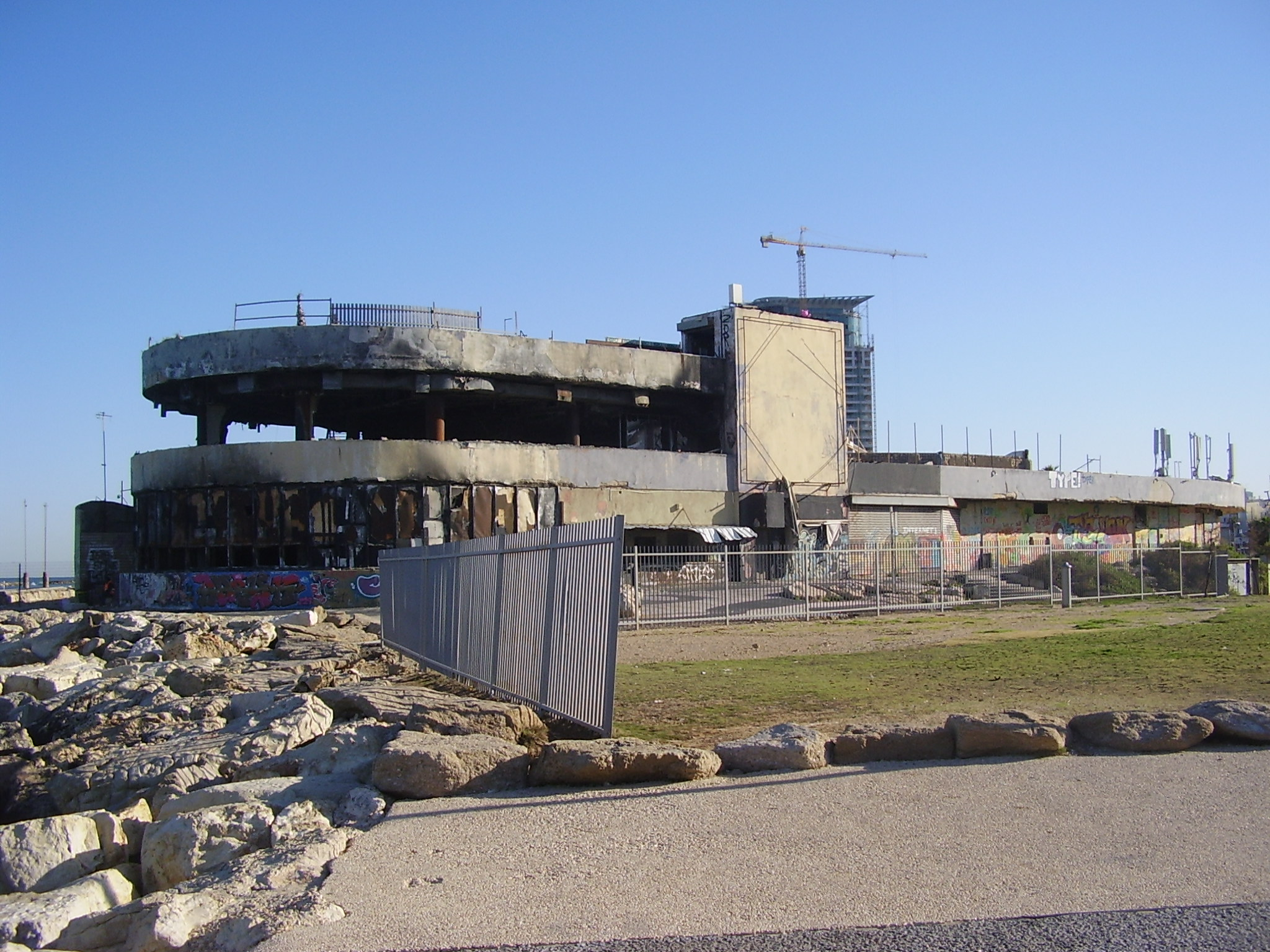
废弃的海豚馆（拍摄于2012年）

- 時任美國總統喬治·沃克·布什予以最強烈的譴責。